# Cryptolepis africana
Cryptolepis africana là một loài thực vật có hoa trong họ La bố ma. Loài này được (Bullock) Venter & R.L.Verh. mô tả khoa học đầu tiên năm 2007.